# 오프로드 (영화)
"오프로드"는 2007년에 개봉한 대한민국의 영화이다.

## 캐스팅
- 조한철 : 택시기사 상훈 역
- 백수장 : 은행강도 철구 역
- 선우선 : 지수 역
- 고서희 : 주희 역
- 배중식 : 히치하이커 역
- 한철우 : 트럭 운전수 역
- 백학기 : 김 순경 역
- 윤서 : 미정 역
- 정성훈 : 은행 동료 역
- 김완주 : 전라북도 도지사 역 (특별출연)